# Marcelle Tiard
Marcelle Tiard (Paris 4e, 18 juin 1861 - Neuilly-sur-Seine, 1er juin 1932) est une espérantiste française.

## Biographie
Marcelle Tiard nait le 18 juin 1861 à Paris.
Elle apprend l’espéranto en 1903 avant de l’enseigner aux aveugles. Elle est connue de l’Adresaro de Zamenhof sous le numéro 11420.

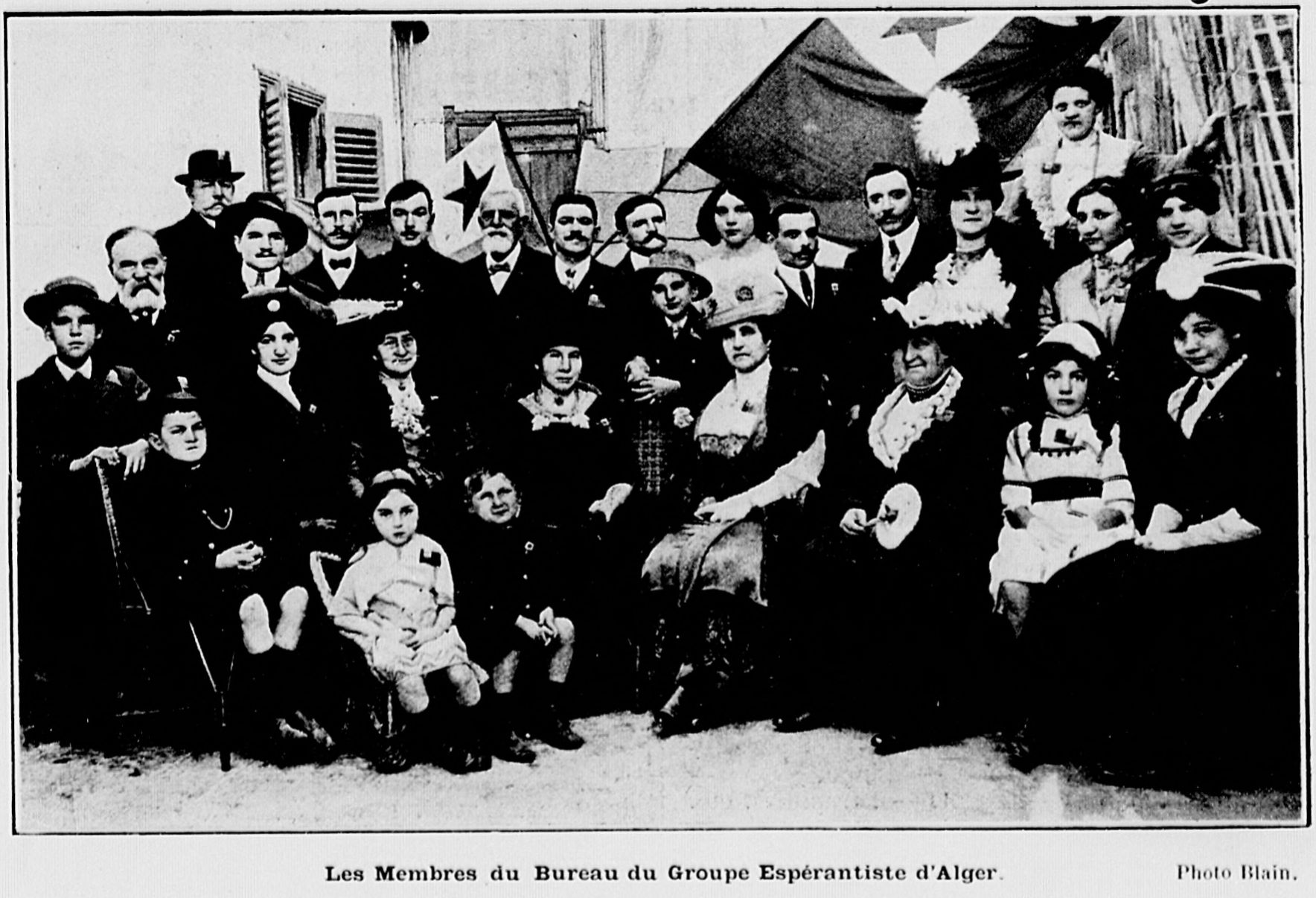
Marcelle Tiard avec le groupe d’Alger en 1913.

Elle préside le groupe espérantiste de Nice et la Fédération de Provence. Elle fonde et préside le groupe espérantiste d’Alger,.
En 1929, alors à Budapest à l’occasion du congrès mondial d'espéranto, elle cofonde l’Union des femmes espérantistes (eo) qui a pour but de « sensibiliser à l’espéranto les ligues féminines, féministes et pacifistes »[réf. souhaitée], union dont elle est présidente un certain temps et à laquelle elle apporte aides morale et financière.
Marcelle Tiard décède le 1er juin 1932.